# No-Man
No-Man — британский арт-поп-дуэт, сформированный в 1987 году певцом Тимом Боунессом и мульти-инструменталистом Стивеном Уилсоном (основатель групп Porcupine Tree, Blackfield и др.). Первоначально назывался «No Man Is An Island (Except The Isle Of Man)». К настоящему времени группа имеет 6 студийных альбомов, а также ряд синглов и не вошедших в альбомы песен. Музыкальный еженедельник Melody Maker отозвалась о No-Man как о наиболее важной английской группе со времен The Smiths.
Первоначально коллектив записывал основывающийся на семплах и музыкальных заготовках прото-Трип-хоп/Амбиент/Электро-поп, однако в последующие годы их музыка стала органичней, разнообразней и более подходящей для рок-группы. Стиль No-Man многогранен, он сочетает в себе черты пост-рока, минимализма, прогрессив-рока, джаза, амбиента и психоделики, что делает чрезвычайно трудной задачу его конечного определения.

## Участники
В записях No-Man принимали участие следующие коллективы:
- исполнители электронной музыки Роджер Ино (брат Брайна Ино), Faultline, Muslimgauze and The Shamen
- участники King Crimson: Роберт Фрипп, Пэт Мастелотто, Гэвин Харрисон (также барабанщик в Porcupine Tree), и Мэл Коллинз
- Porcupine Tree: басист Колин Эдвин.
- экс-Japan и Rain Tree Crow: Стив Джансен, Ричард Барбиери (также член группы Porcupine Tree) и Мик Карн
- Bruce Kaphan (экс-American Music Club)
- джаз музыканты Ян Карр and Тео Трэвис

## No-Man Is An Island, 1986—1989

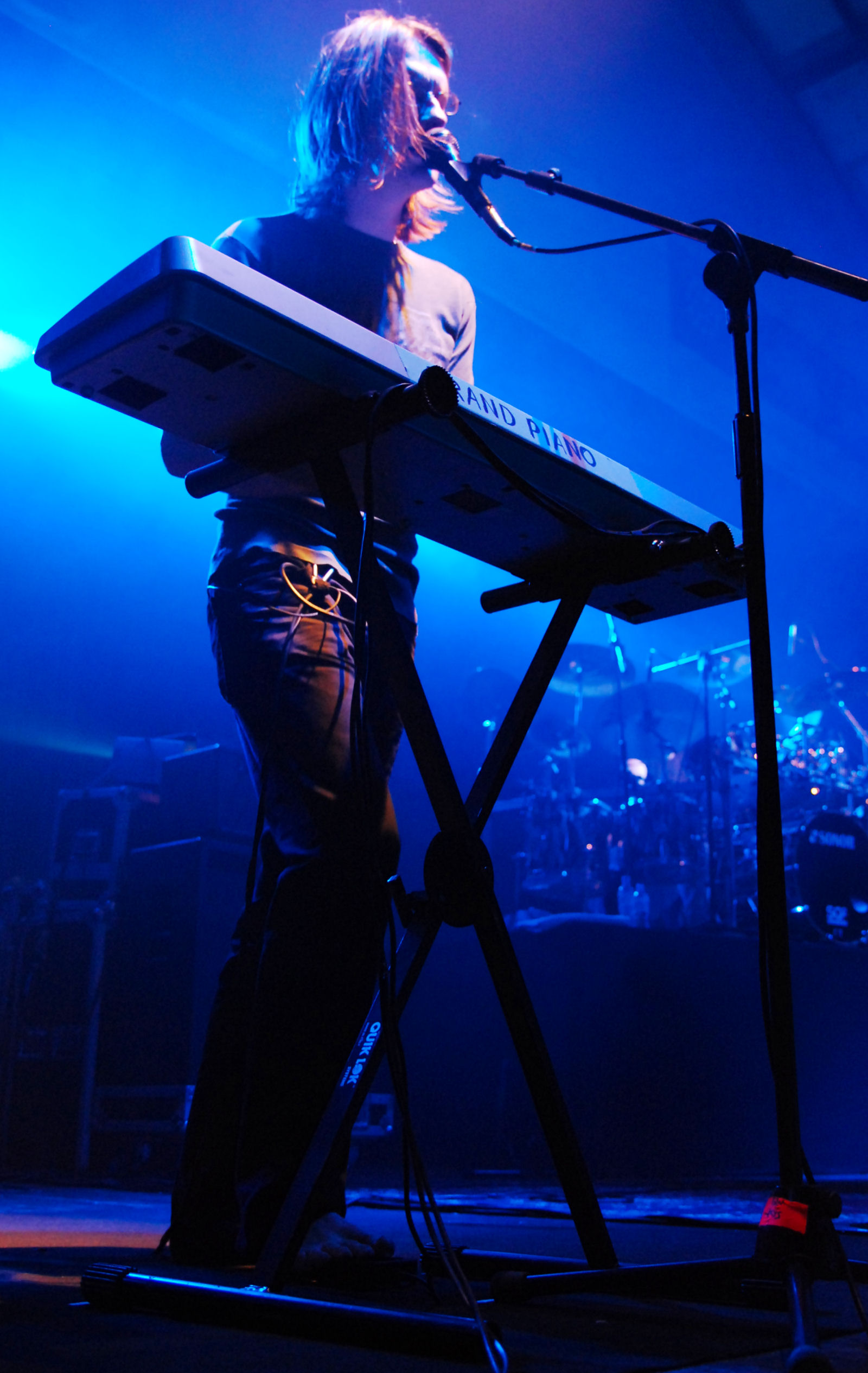
Стивен Уилсон

Первоначально, группа возникла в 1986 году как сольный проект Стивена Уилсона под названием No Man Is An Island (Except The Isle Of Man). В это время появилась песня «From A Toyshop Window», которая сочетала в себе черты прогрессив-рока с синти-попом. В 1987 Уилсон пригласил Тима Боунесса, который в то время пел в ливерпульской арт-поп-группе «Plenty». Оба музыканта привнесли в звучание группы различные идеи, что выразилось в записи двух непохожих друг на друга песен: эпической гармоничной баллады «Faith’s Last Doubt» и нарочито грубой «Screaming Head Eternal». Оба трека впоследствии будут выпущены в сборниках.

## История
В 1990 году группа сократила своё название до No-Man и летом выпустила свой первый сингл, «Colours», вошедший в списки «Песни недели» журналов Melody Maker, Sounds и 4-го канала.
В 1992 году группа выпустила свой первый мини-альбом Lovesighs — An Entertainment. В октябре того же года состоялось её первое турне по Англии, в котором приняли участие 3 бывших участников группы Japan: Стив Джансен, Ричард Барбиери и бас-гитарист Мик Карн.
Первый лонгплэй группы Loveblows & Lovecries — A Confession был более поп-ориентирован и вышел годом позже. К тому времени к No Man присоединились бас-гитарист Силас Мэйтланд и барабанщик Крис Мэйтланд (который вместе с Барбиери будет привлечен Уилсоном к участию в работе Porcupine Tree.
В 1994 году вышел второй, более амбициозный альбом, под названием Flowermouth. В его записи приняли участие такие музыканты, как Роберт Фрипп, Стив Джансен, Ричард Барбиери, Ян Карр и др. Начиная с этого года, No-Man прекратили выступления, сосредоточившись на работе в студии, и вернулись на сцену лишь в 2006 году.
Новый альбом группы, Wild Opera, был выпущен в 1996 году. Новый релиз содержал довольно мрачную танцевальную музыку, экспериментальный арт-рок и трип-хоп.
В 1999 году вышел в свет сборник Speak с ранними записями, написанными под влиянием эмбиента.
В альбоме 2001 года прошёл релиз альбома Returning Jesus, в котором группа вернулась к звучанию времени Flowermouth. Новая пластинка содержала Прогрессивный рок, джаз и электронную музыку. Это был последний альбом No-Man, записанный на лейбле «3rd Stone Ltd».
В 2003 году был подписан контракт с инди-лейблом Snapper Music, который в том же году выпустил пятый студийный альбом группы «Together We’re Stranger».
«Schoolyard Ghosts», вышедший 12 мая 2008 года, принес группе наиболее лестные отзывы. Журнал Classic Rock назвал его «по-настоящему великолепным» (англ. "truly sublime"). В работе над ним принимали участие известные музыканты: Пэт Мастелотто (King Crimson), Гэвин Харрисон (King Crimson, Porcupine Tree), Колин Эдвин (Porcupine Tree), Тео Трэвис (с 2006 года в Soft Machine, Gong), Bruce Kaphan (American Music Club), а также The London Session Orchestra.
Свой первый большой концерт за последние 15 лет группа отыграла в Лондоне 29 августа 2009 года. 3 и 4 сентября группа выступила в Зутермере (Нидерланды) и Дюссельдорфе (Германия).
Mixtaped — двойной ДВД альбом, включающий документальный фильм об истории группы и видео с концертами — вышел в октябре 2009 года.

## Состав Группы
На 2008 год группа работала в следующем составе:
- Тим Боунесс — вокал
- Стивен Уилсон — гитара
- Stephen Bennett — клавишные
- Пит Морган — бас — гитара
- Michael Bearpark — гитара
- Steve Bingham — электровиолончель
- Andy Booker — электронные барабаны (англ. electronic drums)

## Дискография

### Студийные альбомы
- Loveblows & Lovecries — A Confession (1993)
- Flowermouth (1994)
- Flowermix (1996)
- Wild Opera (1996)
- Returning Jesus (2001)
- Together We're Stranger (2003)
- Schoolyard Ghosts (2008)
- Love You to Bits (Nov, 2019)

### Синглы и мини-альбомы
- Colours (1990)
- Days In The Trees (1991)
- Ocean Song (1992)
- Sweetheart Raw (1993)
- Only Baby (1993)
- Painting Paradise EP (1993)
- Taking It Like a Man (1994)
- Housewives Hooked On Heroin (1996)
- Carolina Skeletons (1998)
- All That You Are (2003)
- The Break-Up for Real (2007)
- Wherever There Is Light (2009)

### Концертные альбомы
- Mixtaped (видео) (2009)
- Love and Endings (2012)